# مورگان اسکروگی
مورگان اسکروگی (به انگلیسی: Morgan Scroggy) (زادهٔ ۲ اوت ۱۹۸۸) شناگر اهل ایالات متحده آمریکا است.